# Oncorhynchus kisutch
Espèce
Oncorhynchus kisutch, le saumon argenté ou saumon coho, est une espèce de poissons de la famille des salmonidés.

## Description
Durant leur phase océanique, les saumons coho ont les flancs argentés et un dos bleu foncé. 
En période de frai, leurs mâchoires et leurs dents se modifient (bec crochu). Une fois arrivés en eau douce pour aller se reproduire, leurs flancs prennent une couleur rouge vif, alors que la tête et le  dos ont des teintes bleu-vert (avec taches foncées sur le dos), le ventre étant sombre. 

À la maturité sexuelle les adultes développent une nuance rose pâle ou rose le long du ventre et le dos du mâle peut devenir légèrement cambré. L'adulte mesure jusqu'à plus de 70 cm pour un poids de 3,2 à 5 kg avec des records atteignant 16 kg. Les femelles matures sont souvent plus sombres que les mâles. Mâle et femelle développent alors une forme en crochet du museau.
Les œufs éclosent en fin d'hiver ou début de printemps, après six à sept semaines dans le gravier. Une fois éclos, l'alevin  restent presque immobiles sur le fond (6 à 7 semaines) et se nourrit de son sac vitellin ; il est alors très vulnérable à certains polluants de l'eau et du sédiment (insecticides notamment). Les jeunes saumons cohos passent ensuite un à deux ans dans leur cours d’eau natal en eau douce, passant souvent leur premier hiver dans des marécages hors des chenaux, avant de passer au stade des saumoneaux. 
Les saumoneaux mesurent de 100 à 150 mm et prennent peu à peu la couleur argentée caractéristiques de l'adulte ; ils migrent vers l'océan de fin mars à juillet. Certains passent d'abord un été dans des étangs saumâtres ou des eaux estuariennes et reviennent en eau douce à l'automne.
Le saumon coho vit dans l'eau salée pendant un à trois ans avant de revenir frayer. Certains mâles précoces, appelés "carangues", reviennent en tant que géniteurs âgés de deux ans. Les mâles reproducteurs développent des « kypes », des museaux fortement crochus et de grandes dents.

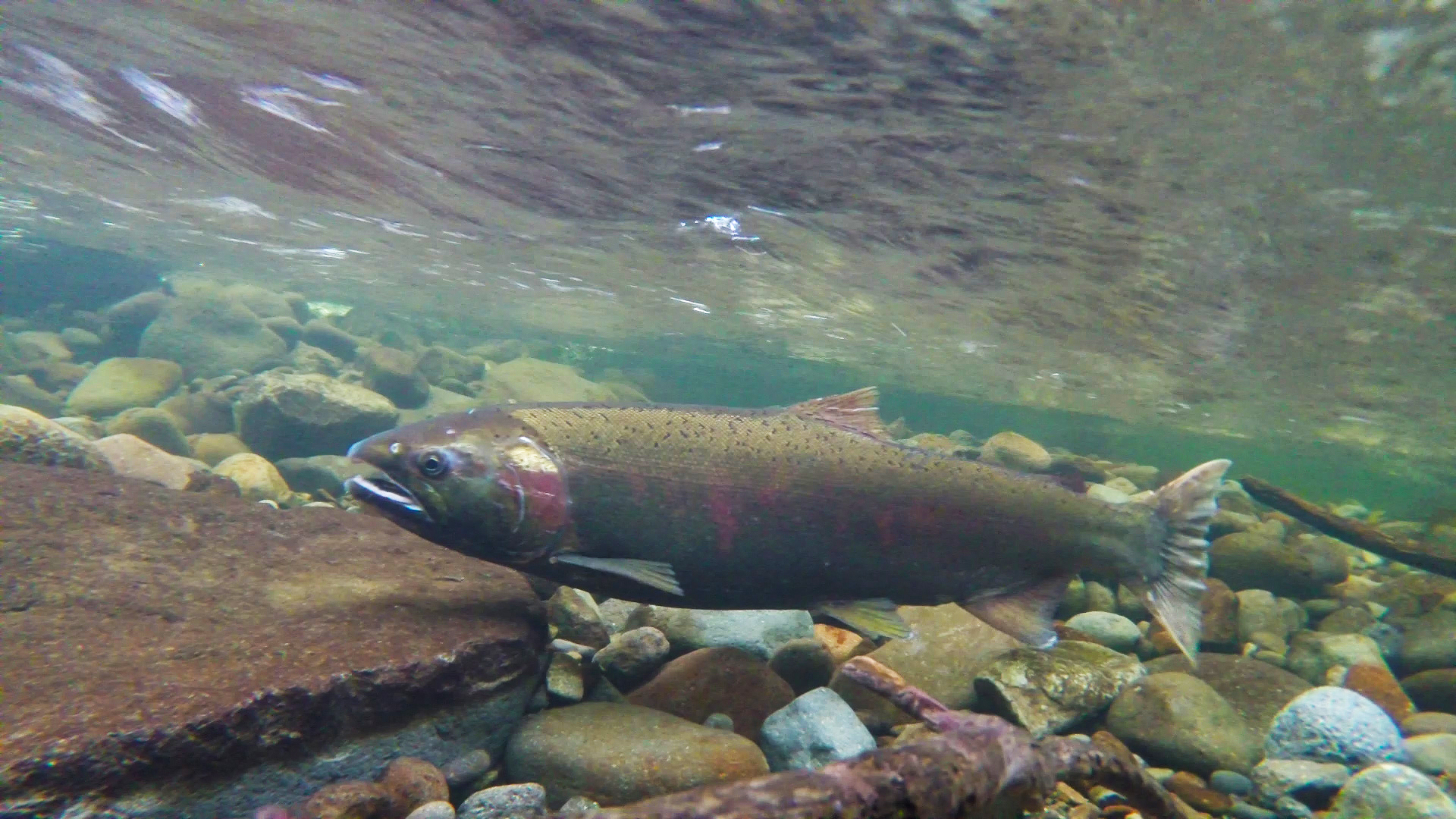
Femelle en période de frai
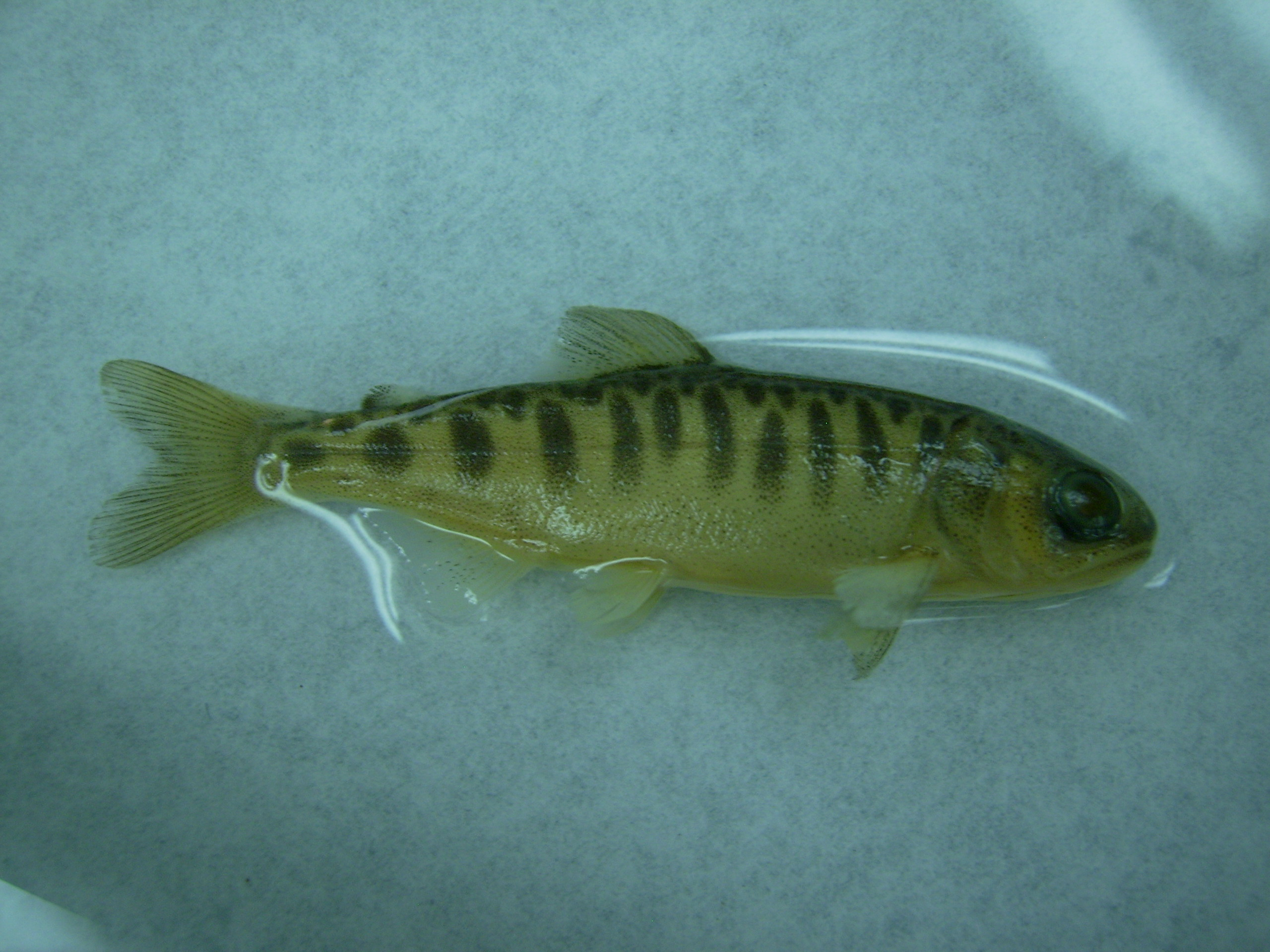
Fingerling
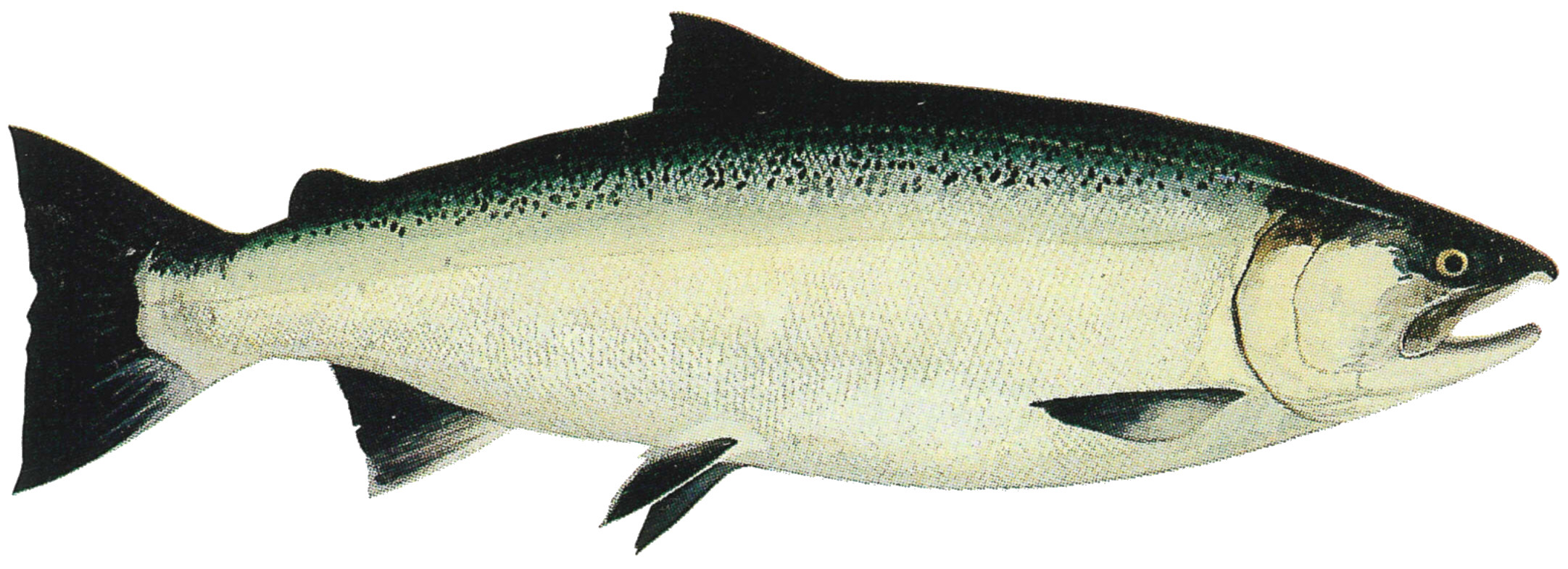
Mâle Coho (phase océanique)
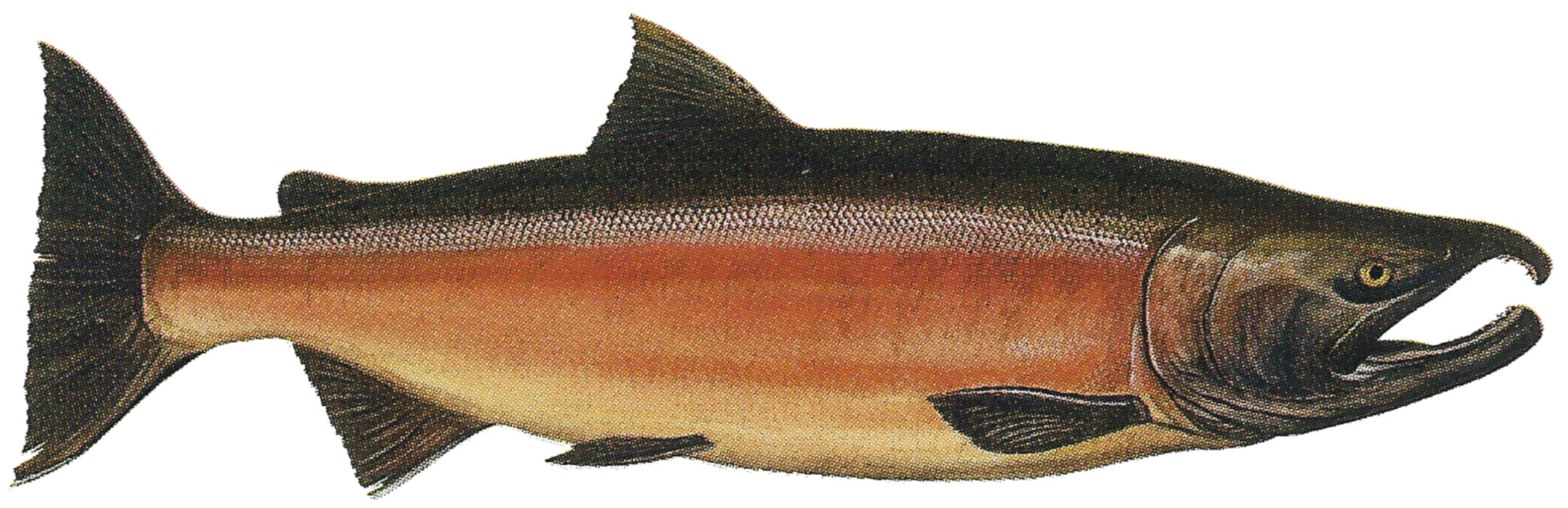
Mâle Coho (phase eau douce)
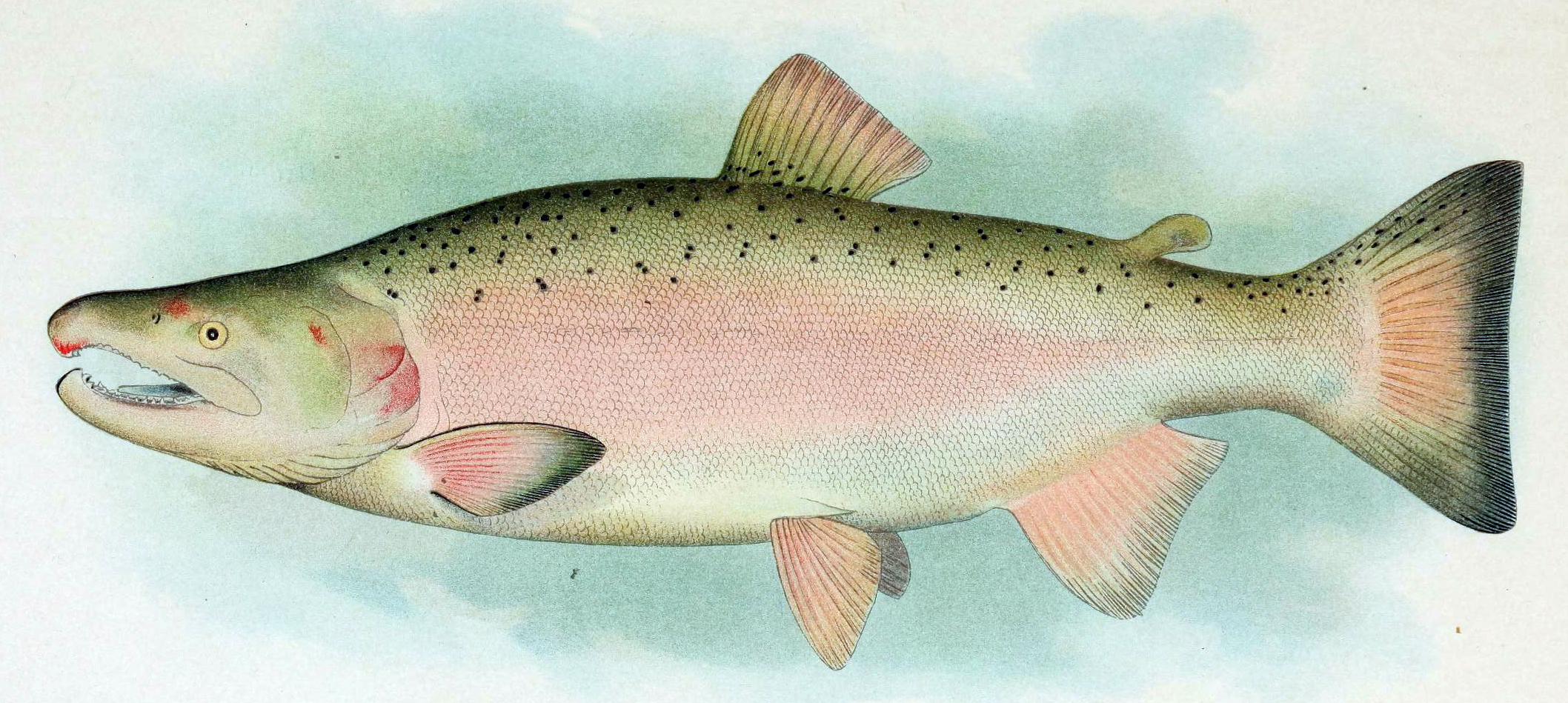
Mâle reproduteur

## Élevage
Le Saumon coho est l'une des espèces de saumons élevés industriellement, dont en Amérique du Sud au Chili (devenu second producteur de saumons au monde avec 631 000 t/an, derrière la Norvège). 
Des fuites accidentelles sont régulièrement signalées à partir d'élevages. Or en Amérique du sud cette espèce pourrait potentiellement devenir une espèce exotique envahissante, et beaucoup de salmoniculteurs chiliens traitent leurs poissons aux antibiotiques, ce qui est source de graves risques nosocomiaux. 
Les fuites de saumons sont parfois massives. En 2019, selon le Service national de la pêche et de l'aquaculture, ce sont ainsi plus de 32 000 saumons qui se sont enfuis d'une cage de confinement à 10 m de profondeur en une seule fois d'un élevage de la société, Salmones Aysén, près de Los Lagos au sud du Chili (d'une capacité d'élevage d'environ 696 000 saumons coho de 3,1 kg). Les réseaux sociaux évoquaient déjà un abondance anormale de poissons dans le canal Huito, à Calbuco. Le Sernapesca a certifié que les produits antimicrobiens et antiparasitaires ne sont pas utilisés par cet élevage lors de l'engraissement des saumons.
Il peut être infecté par un parasite, Henneguya salminicola, qui forme des kystes blancs dans la chair et est à l'origine de la maladie de la chair laiteuse. 